# Cyril Luckham
Cyril Luckham est un acteur britannique né à Salisbury (Angleterre) le 25 juillet 1907, mort à Londres le 8 février 1989. Il est principalement connu pour ses rôles au cinéma et à la télévision anglaise des années 1940 jusqu'aux années 1980.

## Carrière
Ayant débuté en 1945, Cyril Luckham se fait principalement connaître à la télévision anglaise en 1967 dans la série télévisée La Dynastie des Forsyte où il joue le rôle de Sir Lawrence Mont, le beau père de Fleur Forsyte. Il joue 1966 en le rôle de l'archevêque Thomas Cranmer dans le film Un homme pour l'éternité et le Père O'Hara dans le film Some Mothers Do 'Ave 'Em. Il apparaît en 1969 aussi en tant que méchant dans un épisode de la série Mon ami le fantôme.
En 1971 il apparaît dans le rôle d'un premier ministre faussement paternaliste dans la série télévisée dystopique The Guardians dans laquelle l'Angleterre est devenu un État fasciste. Dans les années 1970 il apparaît dans de nombreuses séries télé et son visage est assez familier : il joue le rôle d'un grand père bienfaiteur dans la série de ATV The Cedar Tree de 1976 à 1977. Il apparaît ainsi en 1978 dans la première série télé adaptée du Club des cinq, dans le rôle du méchant psychopathe Edward Drexel en 1979 dans la série de science fiction The Omega Factor et dans celui d'un celui d'un directeur d'école dans To Serve Them All My Days la même année. En 1979 il apparaît dans le rôle du Gardien Blanc dans la série télévisée Doctor Who et si son personnage n'apparaît que dans les épisodes « The Ribos Operation » et « Enlightenment » il est évoqué de nombreuses fois et reste célèbre notamment pour son opposition avec le Gardien Noir, un personnage récurrent de la série.

## Filmographie partielle
Cinéma
- 1954 : Stranger from Venus de Burt Balaban
- 1955 : Out of the Clouds
- 1956 : La Bataille du Rio de la Plata
- 1957 : Commando sur le Yang-Tsé (Yangtse Incident: The Story of H.M.S. Amethyst)
- 1957 : The Birthday Present
- 1957 : Comment tuer un oncle à héritage : Coroner
- 1961 : Invasion Quartet
- 1962 : Billy Budd
- 1962 : Some People
- 1964 : Le Mangeur de citrouilles
- 1965 : ABC contre Hercule Poirot : Sir Carmichael Clarke
- 1966 : Un homme pour l'éternité : L'archevêque Thomas Cranmer
- 1967 : Chantage au meurtre : Le Ministre
- 1969 : Anne des mille jours
- 1970 : One More Time
- 1971 : Mr. Forbush and the Penguins
- 1977 : Providence : Docteur Mark Edington

Télévision
- 1965 : The Great War (Documentaire)
- 1967 : La Dynastie des Forsyte : Sir Lawrence Mont
- 1969 : Mon ami le fantôme (1 épisode)
- 1971 : The Guardians : Le premier ministre
- 1978 : Doctor Who  « The Ribos Operation » : Le Gardien
- 1978 : Club des cinq (1 épisode)
- 1979 : The Omega Factor : Edward Drexel
- 1983 : Doctor Who  « Enlightenment. » : Le Gardien Blanc